# Bandida: A Número Um
Bandida: A Número Um é um filme de drama brasileiro de 2024, dirigido por João Wainer e roteirizado por Patrícia Andrade, Cesar Gananian, João Wainer, Thaís Nunes, Raquel de Oliveira, Laura Malin, Cesar Gananian, Ricky Hiraoka. Produzido pela Paris Entretenimento, o filme estreou em 20 de junho de 2024 nos cinemas. Estrelado por Maria Bomani trata-se de uma adaptação da história de Raquel de Oliveira, a primeira mulher a comandar o tráfico na Rocinha nos anos 1980.

## Sinopse
Aos nove anos, Rebeca é vendida por sua avó para o homem que comandava a Rocinha. Anos depois, em meio à incessante disputa de território entre bicheiros e traficantes, as dinâmicas de poder na comunidade passam por mudanças significativas. Rebeca, agora mulher do traficante-chefe, assume o comando da Rocinha após a morte do parceiro. Assim, inicia-se uma eletrizante trajetória de crime, violência, drogas e amor.

## Elenco
- Maria Bomani
- Natália Lage
- Milhem Cortaz
- JP Rufino
- Julio Adrião
- Antônio Benício
- Fátima Domingues
- Marcelo Mello